# Florencio Xatruch Villagra

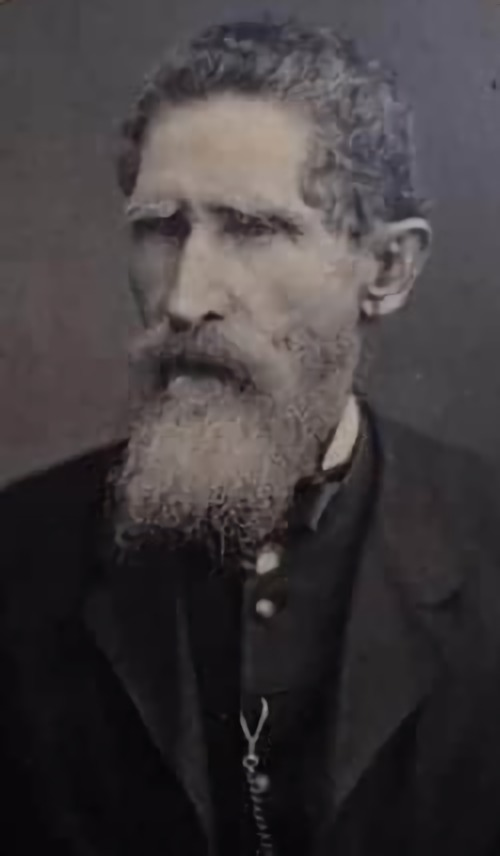
Florencio Xatruch Villagra

Florencio Xatruch Villagra (* 21. Oktober 1811 in San Antonio de Oriente, Departamento Francisco Morazán; † 15. Februar 1893 in Managua) war vom 26. März bis 23. Mai 1871 Präsident von Honduras.

## Leben

### Herkunft und frühe Laufbahn
Seine Eltern waren Eugenia Villagra und Ramón Xatruch. Eugenia Villagra stammte aus einer Mineneigentümerfamilie in Choluteca. Ramón Xatruch war in Katalonien geboren. Sein Bruder war Pedro Xatruch Villagra. 1824 setzte er sein Studium an der Universität von León (Nicaragua) fort. Anschließend widmete er sich dem Handel, reiste nach Jamaika. 1826 siedelte sich in Juticalpa an. Er trat den Truppen von Domingo Sarmiento und Santos Sánchez bei welche die Regierung von Diego Vigil Cocaña bekämpften. Am 14. März 1832 trat er mit seinem Freund José Santos Guardiola Bustillo den Truppen von José Francisco Morazán Quezada bei. Für seine Teilnahme an den Kämpfen in Jocoro, El Salvador, im März 1832 erhielt er den Dienstgrad des Sergeant von Morazán. 1841 wurde er vom Kriegsminister José Julián Tercero im Regierungskabinett von Francisco Ferrera zum Capitán (Oberst) befördert. Er wurde Delegierter bei einer verfassungsgebenden Versammlung 1848 in Choluteca, wo er stellvertretender Sekretär wurde. Florencio Xatruch initiierte einen Aufstand gegen José de la Trinidad Francisco Cabañas Fiallos zugunsten seines Freundes Guardiola, als dieser scheiterte exilierte er mit seinem Bruder Pedro Xatruch Villagra nach Nicaragua.

### Die Jahre 1855 bis 1857
Durch einen Militärdienstleistervertrag, welchen Ponciano Corral Acosta mit Byron Cole geschlossen hatte, wurde William Walker (Söldner) mit seinen Filibusteropiraten in Nicaragua auf der Seite des Partido Liberal engagiert. Walker zwang die Partido Conservador de Nicaragua unter José María Estrada zu einem Friedensvertrag. Im Rahmen dieses Friedensvertrages wurde Florencio Xatruch Villagra im Oktober 1855 zum Befehlshaber von Rivas ernannt. Estrada beförderte Xatruch zum Brigadegeneral.
Patricio Rivas, welcher von Walker marionettenhaft als Präsident von Nicaragua geführt worden war, wandte sich 1856 gegen Walker und erklärte ihn zum Staatsfeind von Nicaragua. In Nordnicaragua sammelten sich die Oppositionstruppen gegen Walker. Am 6. Januar 1857 wurde Florencio Xatruch Villagra zum Oberbefehlshaber der nicaraguanischen Nordarmee und der honduranischen Armee ernannt. Xatruch schlug die Truppen von Walker bei Rivas. Die Regierung Guatemalas verlieh ihm den Grad des Brigadegenerales.

### Honduras
Von 22. Mai 1858 bis 3. Februar 1862 war Xatruch Finanz- und Kriegsminister im Regierungskabinett von José Santos Guardiola Bustillo Er wurde mit dem Außen- und dem Innenministerium betraut.
Am 10. Juni 1862 ließ José Rafael Carrera Turcios Honduras durch von Vicente Cerna Sandoval kommandierte Truppen überfallen, Ciudad de Comayagua und Llanos de Santa Rosa besetzen. José María Medina war Befehlshaber der Festung von Omoa, als solcher lieferte er diese General Carrera aus und folgte Carrera nach Guatemala, wo er für diesen Dienst mit der Beförderung zum Oberstleutnant befördert wurde. 1863 initiierte Florencio Xatruch Villagra einen Aufstand, in dessen Folge Carrera, José María Medina als Gegenregierung zu José Francisco Montes Fonseca am 20. Juni 1863 in Gracias, einsetzte. Medina ernannte Xatruch am 15. Februar 1864 zu seinem Stellvertreter. Wegen eines Streits mit Medina entließ dieser Xatruch aus der Stellvertretung. Xatruch exilierte nach El Salvador, wo ihn im Mai 1876 Francisco Dueñas Díaz zum Befehlshabers der Garnison von Trujillo ernannte.

### El Salvador
Im Regierungskabinett von Francisco Dueñas Díaz wurde er zum Oberbefehlshaber der Armee und zum Gouverneur des Departamento San Miguel ernannt. Im April 1871 erklärte José María Medina, El Salvador den Krieg. Francisco Dueñas wurde durch Mariscal Santiago González Portillo gestürzt. Mariscal Santiago Gonzáles und Xatruch einigten sich Medina zu stürzen. Mit einer Armee aus 300 Soldaten aus Honduras und 700 aus El Salvador fielen sie in Honduras ein. Xatruch proklamierte sich am 26. März 1871 in Nacaome zum Präsidenten von Honduras. Medina betraute seinen Stellvertreter Inocente Rodríguez mit der Regierungsführung und engagierte sich persönlich bei der Verteidigung seiner Präsidentschaft. Die Truppen von Xatruch wurden geschlagen und Xatruch floh nach Nicaragua.

### Nicaragua
1876 wurde Xatruch Militärgouverneur von Chinandega. Pedro Joaquín Chamorro y Alfaro beförderte ihn zum Divisionsgeneral der nicaraguanischen Armee. Neben seiner militärischen Karriere war er Mineneigentümer und Eigentümer einer Rinder-Hacienda in Honduras und Nicaragua.